# Powiat Sárbogárd
Powiat Sárbogárd (węg. Sárbogárdi járás) – jeden z dziesięciu powiatów komitatu Fejér na Węgrzech. Siedzibą władz jest miasto Sárbogárd.

## Miejscowości powiatu Sárbogárd
- Alap
- Alsószentiván
- Cece
- Hantos
- Igar
- Mezőszilas
- Nagylók
- Sárbogárd
- Sáregres
- Vajta